# Polnische Sommermeisterschaften im Skispringen 2020
Die polnischen Sommermeisterschaften im Skispringen 2020 fanden am 17. und 18. Oktober von der Skalite-Normalschanze (HS 104) in Szczyrk statt. Ursprünglich sollten die Meisterschaften bereits eine Woche früher stattfinden, doch machten befürchtete Terminkollisionen eine Verschiebung notwendig. Die Wettbewerbe wurden vom polnischen Skiverband (PZN) sowie dem schlesischen Landesverband (Śląsko-Beskidzki Związek Narciarski) organisiert und live im polnischen Fernsehen übertragen. Die Wettkämpfen fanden aufgrund des Anstiegs an Neuinfektionen mit dem Virus SARS-CoV-2 vor dem Ausschluss der Öffentlichkeit statt. Die Wettbewerbe fanden gemeinsam mit den polnischen Meisterschaften in der Nordischen Kombination statt.

## Programm und Zeitplan
Zeitplan der Polnischen Meisterschaften:
| Datum            | Uhrzeit      | Ereignis                  | Ort               |
| ---------------- | ------------ | ------------------------- | ----------------- |
| Sa., 17. Oktober | 10:00        | Probedurchgang – Frauen   | Skalite-Schanzen: |
| Sa., 17. Oktober | 10:30        | Erster Durchgang – Frauen | Skalite-Schanzen: |
| Sa., 17. Oktober | anschließend | Finaldurchgang – Frauen   | Skalite-Schanzen: |
| Sa., 17. Oktober | 18:00        | Probedurchgang – Männer   | Skalite-Schanzen: |
| Sa., 17. Oktober | 19:00        | Qualifikation – Männer    | Skalite-Schanzen: |
| Sa., 17. Oktober | 20:15        | Erster Durchgang – Männer | Skalite-Schanzen: |
| Sa., 17. Oktober | anschließend | Finaldurchgang – Männer   | Skalite-Schanzen: |
| Sa., 18. Oktober | 10:00        | Probedurchgang – Team     | Skalite-Schanzen: |
| Sa., 18. Oktober | 11:00        | Erster Durchgang – Team   | Skalite-Schanzen: |
| Sa., 18. Oktober | anschließend | Finaldurchgang – Team     | Skalite-Schanzen: |

## Ergebnisse

### Männer Einzel
Der Einzelwettbewerb fand am 17. Oktober 2020 in Szczyrk statt. Es waren zunächst 64 Athleten für die Qualifikation gemeldet, doch waren letztlich nur 60 Springer am Start. So musste unter anderem der Spitzenathlet Kamil Stoch seine Teilnahme aufgrund einer Erkältung kurzfristig absagen. Am Meisterschaftsspringen nahmen schließlich 50 Springer teil, wobei ein Athlet disqualifiziert wurde. Als Überraschung galt die Leistung des Vorjahressiegers Piotr Żyła, der nach dem ersten Durchgang nur auf Rang 18 rangierte. Auch vom Vierten des Grand Prix 2020 Tomasz Pilch (11.) wurde mehr erwartet. Seinen fünften Sommer-Meistertitel gewann der Favorit Dawid Kubacki, der bereits die Qualifikation für sich entschieden hatte. Den weitesten Sprung des ersten Durchgangs zeigte der Junior Arkadiusz Joko mit einer Weite von 99,5 Metern, jedoch sprang er von der Startluke elf ab, während die letzten zwölf Teilnehmer vier Stufen niedriger starteten. Im zweiten Durchgang wurde durchweg von der achten Startluke gesprungen. Mit dem weitesten Sprung des Tages auf 101 Meter gelang es Aleksander Zniszczoł, den Kampf um das Podest spannend zu halten, scheiterte aber letztlich doch mit einem Punkt Rückstand an den Medaillenrängen.
| Platz | Name                 | Verein              | Weite 1 | Weite 2 | Punkte |
| ----- | -------------------- | ------------------- | ------- | ------- | ------ |
| 01.   | Dawid Kubacki        | TS Wisła Zakopane   | 098,5   | 098,0   | 262,7  |
| 02.   | Andrzej Stękała      | AZS Zakopane        | 097,5   | 098,5   | 261,7  |
| 03.   | Klemens Murańka      | TS Wisła Zakopane   | 096,0   | 099,5   | 260,2  |
| 04.   | Aleksander Zniszczoł | WSS Wisła           | 095,0   | 101,0   | 259,2  |
| 05.   | Maciej Kot           | AZS Zakopane        | 095,5   | 097,5   | 252,7  |
| 06.   | Stefan Hula          | KS Eve-nement       | 090,5   | 099,5   | 247,2  |
| 07.   | Paweł Wąsek          | WSS Wisła           | 093,5   | 091,5   | 235,2  |
| 08.   | Kacper Juroszek      | WSS Wisła           | 091,5   | 092,5   | 232,7  |
| 09.   | Piotr Żyła           | WSS Wisła           | 085,0   | 098,5   | 231,7  |
| 10.   | Arkadiusz Joko       | WSS Wisła           | 099,5   | 089,5   | 230,4  |
| 11.   | Tomasz Pilch         | WSS Wisła           | 091,0   | 093,5   | 227,7  |
| 12.   | Jan Habdas           | LKS Klimczok Bystra | 096,5   | 089,0   | 221,9  |
| 13.   | Mateusz Gruszka      | AZS Zakopane        | 095,5   | 089,0   | 219,9  |
| 14.   | Wiktor Pękala        | Sokół Szczyrk       | 093,5   | 090,0   | 218,4  |
| 15.   | Szczepan Kupczak     | Sokół Szczyrk       | 095,5   | 087,5   | 217,9  |

| Platz | Name              | Verein              | Weite 1 | Weite 2 | Punkte |
| ----- | ----------------- | ------------------- | ------- | ------- | ------ |
| 16.   | Stanisław Ciszek  | AZS Zakopane        | 093,5   | 089,5   | 212,9  |
| 17.   | Jakub Wolny       | LKS Klimczok Bystra | 088,5   | 086,5   | 193,0  |
| 18.   | Jarosław Krzak    | PKS Gilowice        | 085,5   | 087,0   | 205,7  |
| 19.   | Robert Ryś        | LKS Goleszów        | 088,0   | 089,0   | 194,0  |
| 20.   | Jan Rzadkosz      | TS Wisła Zakopane   | 086,5   | 088,5   | 192,0  |
| 21.   | Szymon Zapotoczny | KS Eve-nement       | 087,5   | 087,5   | 190,5  |
| 22.   | Dawid Jarząbek    | TS Wisła Zakopane   | 086,5   | 088,0   | 190,0  |
| 22.   | Kacper Stosel     | AZS Zakopane        | 085,0   | 089,5   | 190,0  |
| 24.   | Karol Niemczyk    | LKS Klimczok Bystra | 090,5   | 081,0   | 184,5  |
| 25.   | Wojciech Marusarz | AZS Zakopane        | 083,5   | 086,0   | 178,0  |
| 26.   | Krzysztof Kieta   | LKS Poronin         | 087,5   | 082,0   | 176,0  |
| 27.   | Radek Selcer      | TJ Dukla Frenštát   | 085,0   | 083,0   | 174,0  |
| 28.   | Damián Lasota     | Sokół Szczyrk       | 082,0   | 083,0   | 168,0  |
| 29.   | Marcin Wróbel     | AZS Zakopane        | 084,5   | 080,5   | 167,5  |
| 30.   | Wiktor Fickowski  | Sokół Szczyrk       | 084,0   | 080,0   | 165,5  |

### Frauen Einzel
Der Einzelwettbewerb der Frauen fand am 17. Oktober 2020 in Szczyrk statt. Es waren 13 Athletinnen gemeldet, doch kamen nur deren zwölf in die Wertung. Ihren ersten Meistertitel im Sommer gewann Joanna Szwab, die im zweiten Durchgang auch den weitesten Sprung zeigte.
| Platz | Name                 | Verein                | Weite 1 | Weite 2 | Punkte |
| ----- | -------------------- | --------------------- | ------- | ------- | ------ |
| 01.   | Joanna Szwab         | KS AZS-AWF Katowice   | 090,5   | 097,0   | 213,5  |
| 02.   | Kinga Rajda          | SSR LZS Sokół Szczyrk | 089,0   | 095,0   | 208,0  |
| 03.   | Anna Twardosz        | KS AZS-AWF Katowice   | 085,5   | 094,0   | 199,5  |
| 04.   | Nicole Konderla      | KS AZS-AWF Katowice   | 088,0   | 093,0   | 199,0  |
| 05.   | Kamila Karpiel       | AZS Zakopane          | 081,0   | 090,5   | 185,0  |
| 06.   | Pola Pawlikowska     | AZS Zakopane          | 079,5   | 083,5   | 162,5  |
| 07.   | Magdalena Pałasz     | AZS Zakopane          | 080,0   | 080,0   | 157,5  |
| 08.   | Wiktoria Przybyła    | SSR LZS Sokół Szczyrk | 077,5   | 073,5   | 134,0  |
| 09.   | Natalia Słowik       | AZS Zakopane          | 074,5   | 075,0   | 133,0  |
| 10.   | Wiktoria Polanowska  | AZS Zakopane          | 068,0   | 070,5   | 104,0  |
| 11.   | Marcelina Bełtowska  | AZS Zakopane          | 066,5   | 069,0   | 097,5  |
| 12.   | Sara Tajner          | SSR LZS Sokół Szczyrk | 063,0   | 071,5   | 095,5  |
| DNS   | Wiktoria Kiersnowska | WSS Wisła             |         |         |        |

### Männer Team
Es nahmen vierzehn Teams aus sieben verschiedenen Vereinen am Wettkampf teil. Der WSS Wisła konnte seinen ersten Vereinsmeistertitel im Sommer feiern, womit der Verein in der Gesamtstatistik der erfolgreichsten Vereine auf den zweiten Platz vorrückte. Damit verdrängte WSS Wisła den AZS Zakopane, der auch beim Teamspringen 2020 den kürzeren zog. Dritter wurde TS Wisła Zakopane um den Einzelmeister Dawid Kubacki. Den weitesten Sprung im ersten Durchgang zeigte Piotr Żyła mit einer Weite von 105 Metern. Im Finaldurchgang steigerte sich Żyła sogar auf 106 Meter. Allgemein waren im Vergleich zum Vortag deutlich mehr Sprünge über die 100-Meter-Marke zu beobachten.
| Platz | Team                    | Namen                                                                 | Punkte                  | Gesamt |
| ----- | ----------------------- | --------------------------------------------------------------------- | ----------------------- | ------ |
| 01.   | WSS Wisła I             | Piotr Żyła Kacper Juroszek Paweł Wąsek Aleksander Zniszczoł           | 276,0 241,0 254,5 267,0 | 1038,5 |
| 02.   | AZS Zakopane I          | Mateusz Gruszka Stanisław Ciszek Andrzej Stękała Maciej Kot           | 214,7 187,5 259,8 251,5 | 0913,5 |
| 03.   | TS Wisła Zakopane I     | Klemens Murańka Dawid Jarząbek Jan Rzadkosz Dawid Kubacki             | 268,5 170,0 188,0 267,0 | 0893,5 |
| 04.   | LKS Klimczok Bysta      | Kacper Konior Karol Niemczyk Jan Habdas Jakub Wolny                   | 095,0 203,5 222,5 249,5 | 0770,5 |
| 05.   | SSR LZS Sokół Szczyrk I | Wiktor Fickowski Wiktor Węgrzynkiewicz Wiktor Pękala Szczepan Kupczak | 149,0 159,5 190,5 215,0 | 0714,0 |
| 06.   | KS Eve-nement Zakopane  | Bartłomiej Bobak Jan Galica Szymon Zapotoczny Stefan Hula             | 109,0 163,0 180,0 256,0 | 0708,0 |
| 07.   | AZS Zakopane II         | Jan Bukowski Wojciech Marusarz Kacper Stosel Marcin Wróbel            | 127,5 172,0 200,0 153,5 | 0653,0 |
| 08.   | WSS Wisła II            | Wiktor Szozda Miłosz Krzempek Artur Kukuła Arkadiusz Joko             | 114,0 150,0 157,5 217,0 | 0638,5 |